# Ekholmens slott

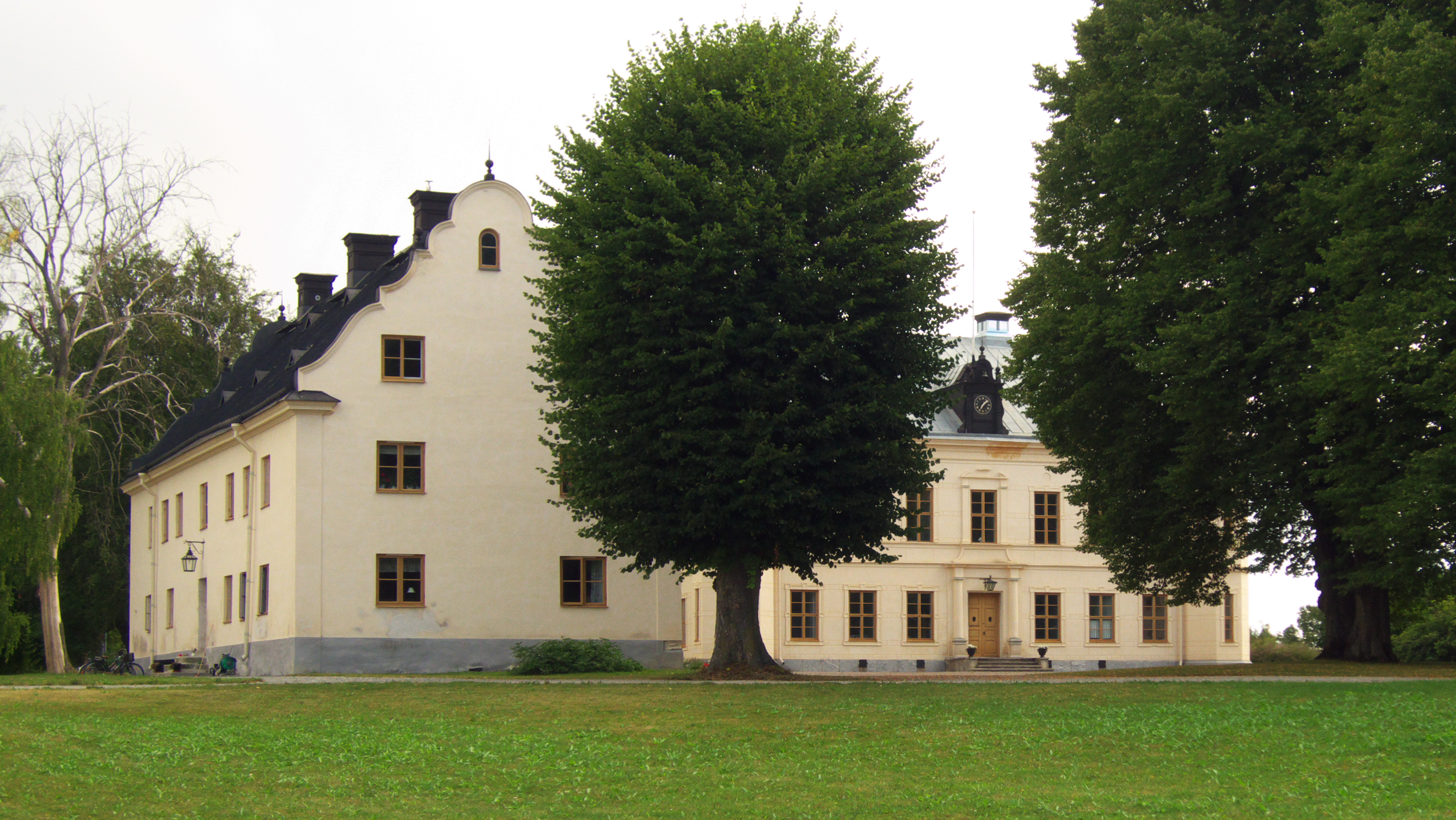
Ekholmens slott.

Ekholmens slott är ett slott i Enköpings kommun.
Ekholmen ligger i Veckholms socken, söder om Enköping nära Norra Björkfjärden i Mälaren. Ekholmen är känt sedan 1369. Slottsbyggnaden uppfördes 1736-48 av arkitekt Carl Hårleman. Huvudbyggnaden ändrades 1857 till renässansstil och försågs med fyra hörntorn samt de barockmässigt svängda gavlarna. Restaureringen 1857 leddes av arkitekten Fredrik Wilhelm Scholander. Flyglarna är äldre än huvudbyggnaden och tillhörde ett år 1686 nedbrunnet hus, som uppfördes av arvingarna efter Pontus De la Gardie, som 1571 fått Ekholmen i gåva av Johan III. Arkitekt var Jean de la Vallée.

## Historia

### 1300- och 1400-talen
Den förste kände ägaren till Ekholmen var riksdrotsen Bo Jonsson Grip, som 1369 bytte gården mot någon annan med Karl Ulfsson (Sparre) till Tofta (på 1370-talet). Karl Ulfsson (Sparre) gjorde godset till sin sätesgård. Karl Ulfsson var häradshövding, lagman, riddare samt riksråd och morfar till 1400-talskungen Karl Knutsson (Bonde), som sedan blev ägare. Ulfssons sätesgård var Tofta på Adelsö i Mälaren, även om han ibland även skrev sig till Ekholmen. När han dog 1407 var han 90 år gammal och begravdes 1410, tre år efter sin död, i Vadstena kloster. Bland andra kända ägare under 1400-talet är riksföreståndaren Sten Sture den äldre. På olika vägar gick sedan Ekholmen i arv, och det ägdes bland andra av Birgitta Stensdotter (Bielke), mor till Sten Sture den äldre. Birgitta, som dog omkring 1462, var även syster till kung Karl Knutson Bonde.

### 1500-talet
Sedan ägdes Ekholmen av den beryktade ärkebiskopen Gustaf Trolle i början av 1500-talet. Gustaf Trolle stod på den danska kungen Kristian II:s sida och var därmed fiende till Stureätten. Den 4 november 1520 förrättade Trolle ceremonin där Kristian kröntes till svensk kung i Storkyrkan, med efterföljande festdagar, tre dagar senare avslutade med Stockholms blodbad. Trolle deltog i juni 1535 i slaget vid Öxnebjerg i Danmark där han sårades så svårt att han avled några veckor senare i Schleswig i Tyskland, omkring 47 år gammal. Efter hans död drogs Ekholmen samt alla hans övriga gods in till Kronan år 1546. Ekholmen var sedan kronogods till 27 juli 1571, då Johan III gav det i gåva som friherreskap åt Pontus De la Gardie. Hans arvingar lät Jean de la Vallée bygga hus med flyglar. Magnus Gabriel De la Gardie fullbordade huvudbyggnaden.
Diplomaten och riksrådet Dionysius Beurræus sändes år 1557 till England för att på hertig Eriks (senare Erik XIV) vägnar fria till prinsessan Elisabeth (senare Elisabeth I). Trots att förhandlingen om äktenskap misslyckades belönades Dionysius några år senare, när Erik blivit kung, med att bli dubbad till riddare samt tilldelades Ekholmens gård i samband med Erik XIV:s kröning den 29 juni 1561 och utsågs till riksråd 1562. Den 24 maj 1567 mördades Beurræus då han blev ett offer i de så kallade Sturemorden.
Diplomaten och arméofficeren Pontus De la Gardie erhöll år 1569 Ekholmens gård som förläning, och 1571 blev han friherre med Ekholmen som friherreskap. Han drunknade i Narvafloden 1585, men godset fortsatte att ärvas inom ätten De la Gardie.

### 1600-talet
Greven och riksdrotsen Magnus Gabriel De la Gardie byggde på 1660-talet ut godset. Ekholmen var kvar i familjen De la Gardies ägo fram till Karl XI:s reduktion 1681, då adelns gods och gårdar som tidigare tillhört Kronan togs tillbaka. År 1681, då greve- och friherreskapen reducerades, tillföll även Ekholmen kronan, men det kom snart åter i enskild ägo. Under 1680-talet genomdrev Karl XI godsreduktionen, som skulle nå sin kulmen 1686-1687 men fortsatte till år 1700. Genom reduktionen indrogs till Kronan ett stort antal frälsegods. Statsskulden var stor och krig kostade pengar. För den enskilde adelsmannen hade reduktionen stora följdverkningar, till exempel för Magnus Gabriel De la Gardie, som ägde över 1000 gårdar och hemman runt om i landet. I mälarbygden ägde De la Gardie slott som Drottningholm, Jacobsdal (som senare fick namnet Ulriksdal), Karlberg, Venngarn, Ekolsund och Ekholmen. Förutom slotten i mälarbygden ägde han ett antal slott och herresäten såsom Makalös och Läckö slott. Magnus Gabriel De la Gardie drabbades hårt av reduktionen, han förlorade Ekholmen samt alla övriga gods, förutom två slott, Venngarn samt Höjentorp. Han var en stor byggherre och under sin makts dagar hade han inte mindre än fyrtio större byggen på gång samtidigt. Venngarns slott var det enda han fick behålla av allt detta, och där dog han också som en bitter man år 1686. Samma år brann Ekholmens slott. Huvudbyggnaden eldhärjades av vådaeld, men flyglarna stod kvar.

### 1700-talet
Ekholmen återlämnades tio år senare (1691) till Magnus Gabriel De la Gardies son Gustaf Adolf De la Gardie. Det var dock endast en ruin som sonen fick tillbaka för slottet hade brunnit ned till grunden 1686. Sonen Gustaf Adolf dog 1695 och ruinerna gick i arv i släkten. Förmodligen brydde sig familjen De la Gardie inte heller om det nedbrunna godset för det stod öde fram till 1736 då de sålde det som fanns kvar till landshövding Erik Odelström. Odelström uppförde på 1730-talets slut en ny huvudbyggnad på det gamla slottets grund. På 1700-talet ägdes slottet av bland annat av generallöjtnanten och presidenten i Wismarska tribunalet, greve Fredrik Christoffer Dohna, hans sonson, generallöjtnanten greve Fredrik Carl Dohna (1721-1784). 1748 såldes godset vidare till friherre Erland Broman, som var Fredrik I:s gunstling.
På den gamla manbyggnadens grundmurar byggde man en ny byggnad år 1746 efter ritningar av Carl Hårleman. Carl Hårleman blev den ledande arkitekten i Sverige för nya stilen, rokokon. Hårleman försvenskar dock den franska rokokon till en för landet nationell stilart, balanserad och fri från många av de överdrifter som annars kännetecknar rokokon. Slottsbyggnaden, som nu är uppdelad i lägenheter, uppfördes 1736-48, arkitekt var Carl Hårleman.

### 1800-talet
Huvudbyggnaden ändrades år 1857 till renässansstil och försågs med fyra hörntorn samt de barockmässigt svängda gavlarna är dock senare och tillkom vid restaureringen 1857 av arkitekten Fredrik Wilhelm Scholander. I slutet av 1850-talet fick arkitekten Fredrik Wilhelm Scholander i uppdrag att ändra utseende på Ekholmen. Flyglarna är äldre än huvudbyggnaden och tillhörde således ett år 1686 nedbrunnet hus, som uppfördes av arvingarna efter Pontus De la Gardie, som 1571 fått Ekholmen i gåva av Johan III. Arkitekt var Jean de la Vallée. Ägaren önskade ett utseende i renässansstil, så 1857–1858 försågs godset med hörntorn samt utsirade takkupor.
Informationen om vem som ägde slottet på 1800- och 1900-talen och fram till idag, är mycket knapphändiga. 
Ekholmens gods är privatägt.